# Yanis Papassarantis
Yanis Papassarantis (Grieks: Γιάννης Παπασαράντης) (Charleroi, 12 maart 1988) is een Belgische voetballer van Griekse origine. Papassarantis is een middenvelder. Hij speelde in het verleden onder andere voor RSC Anderlecht en Standard Luik. In de zomer van 2012 tekende hij een contract bij derdeklasser FCV Dender EH.

## Jeugdcarrière
- 1996-2001:  Charleroi SC
- 2001-2004:  RSC Anderlecht
- 2004-2006:  Standard Luik

## Carrière
| seizoen    | club                 | land   | competitie     | wed. | goals |
| ---------- | -------------------- | ------ | -------------- | ---- | ----- |
| 2007/08    | Standard Luik        | België | Jupiler league | 1    | 0     |
| 2008/09    | KSV Roeselare        | België | Jupiler league | 8    | 0     |
| 2009/10    | KSV Roeselare        | België | Jupiler league | 0    | 0     |
| 2010/11    | Union Saint-Gilloise | België | Derde klasse   |      |       |
| 2011/12    | Union Saint-Gilloise | België | Derde klasse   |      |       |
| KVK Tienen | Tweede klasse        | België |                |      |       |
| 2012/13    | FCV Dender EH        | België | Derde klasse   |      |       |
|            |                      |        | Totaal         | 9    | 0     |

Bijgewerkt: 26/06/2012

## Erelijst
- 2008: landskampioen met Standard